# Lista zabytków w Għasri
To jest lista zabytków w miejscowości Għasri na wyspie Gozo, Malta, które są umieszczone na liście National Inventory of the Cultural Property of the Maltese Islands.

## Lista
| Nazwa zabytku                       | Lokalizacja                        | Współrzędne                                   | Nr na liście NICPMI | Zdjęcie |
| ----------------------------------- | ---------------------------------- | --------------------------------------------- | ------------------- | ------- |
| Nisza Matki Bożej z Ta’Pinu         | Għolja ta’Għammar                  | 36°03′37,9″N 14°13′08,4″E/36,060525 14,219000 | 00987               |         |
| Nisza Matki Bożej z Góry Karmel     | 80 Triq ta’Għammar                 | 36°03′57,2″N 14°13′06,6″E/36,065901 14,218489 | 00988               |         |
| Nisza Matki Bożej Różańcowej        | "Tal-Patri", 84 Triq ta’Għammar    | 36°03′57,5″N 14°13′07,2″E/36,065970 14,218674 | 00989               |         |
| Nisza Chrystusa Nazareńskiego       | 13 Triq il-Fanal                   | 36°03′39,4″N 14°13′29,7″E/36,060941 14,224911 | 00990               |         |
| Kościół parafialny pw. Bożego Ciała | Pjazza s-Salvatur                  | 36°03′31,9″N 14°13′34,5″E/36,058864 14,226239 | 00991               |         |
| Bazylika Opieki Matki Bożej         | Triq il-Knisja / Triq it-Tamar     | 36°03′54,8″N 14°13′35,3″E/36,065230 14,226464 | 00992               |         |
| Nisza Zwiastowania                  | Triq Salvu Gambin / Triq il-Knisja | 36°03′29,6″N 14°13′43,7″E/36,058220 14,228809 | 00993               |         |